# Чернігівська (станція метро)
50°27′35″ пн. ш. 30°37′51″ сх. д. / 50.45972° пн. ш. 30.63083° сх. д.
«Черні́гівська» — 11-та станція Київського метрополітену на Святошинсько-Броварській лінії між станціями «Дарниця» і «Лісова». Розташована на перехресті Броварського проспекту з вулицею Гната Хоткевича.

## Історія
Проєктна назва станції — «ДШК». Відкрита 4 жовтня 1968 року під назвою «Комсомо́льська» (на честь 50-річчя ВЛКСМ, що проіснувала під цією назвою до 2 лютого 1993 року), яку була перейменована «Чернігівську» через те, що з платформи станції є вихід на Броварський проспект, який переходить в автошлях у напрямку Чернігова.
«Чернігівська» — єдина станція в Києві, яка розташована на рівному майданчику (традиційно станції метро мають незначний та непомітний пасажирам ухил 3—5 ‰ для відводу води, зокрема як і інші наземні станції київського метрополітену).
Біля сучасної станції метро «Чернігівська» розташований  невеликий мікрорайон «Німецький квартал». Цю місцевість почали забудовувати німецькі військовополонені після закінчення Другої світової війни у 1946—1953 роках, на честь чого квартал й отримав свою назву. На той час квартал не перебував в складі столиці, а лише невеликим окремим містечком. Будинки проєктувалися за унікальним стилем із легкою домішкою європейської архітектури. Будинки були цегляними, мали два поверхи й три під'їзди. Кожен будинок був розрахований лише на 18 квартир. Наразі більшість цих будинків було знесено, а на їхньому місці побудовані багатоповерхівки.

## Конструкція
Наземна станція продовжує серію попередніх типових станцій. Посадкова платформа розміщена під шляхопроводом. До двох наземних вестибюлів зі шляхопроводу ведуть пішохідні переходи, які служать одночасно покриттям (дахом) платформової дільниці.
Колійний розвиток: станція без колійного розвитку
21 листопада 1974 року через високий пасажиропотік на станції для висадки пасажирів була відкрита додаткова бічна платформа, яка використовувалася до  відкриття дільниці у напрямку станції «Лісова».

## Опис
Має два вестибюлі, однак вузька платформа не розрахована на нинішні пасажиропотоки. Архітектурний образ станції простий і водночас сучасний. Станція побудована за типовим проєктом, аналогічна станціям метро «Багратіонівська», «Філівський парк», «Піонерська» та «Кунцевська» Московського метрополітену.
Станція обслуговує житлові масиви Дніпровського, Дарницького та Деснянського районів.

## Режим роботи
Відправлення першого поїзду у напрямку станцій:
- «Лісова» — 05:34
- «Академмістечко» — 05:51

Відправлення останнього поїзду у напрямку станцій:
- «Лісова» — 22:40
- «Академмістечко» — 22:30

## Пасажиропотік
| Роки                          | 2009 | 2011 | 2012 | 2013 | 2014 | 2015 | 2016 | 2017 | 2018 |
| ----------------------------- | ---- | ---- | ---- | ---- | ---- | ---- | ---- | ---- | ---- |
| Пасажиропотік, тис. осіб/добу | 41,5 | 43,6 | 44,6 | 44,3 | 41,5 | 40,1 | 39,3 | 39,6 | 38,2 |

## Галерея

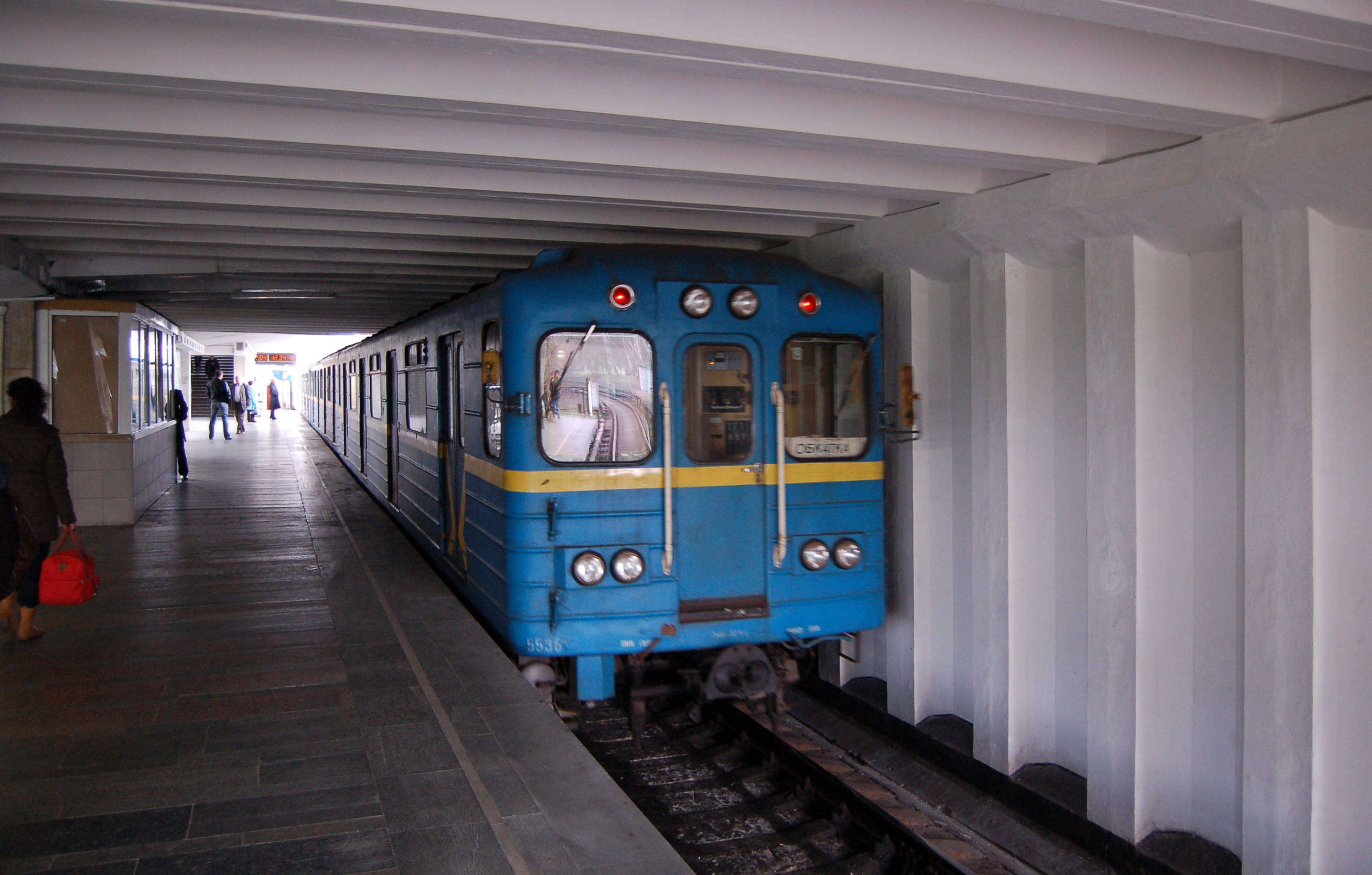
Платформа станції
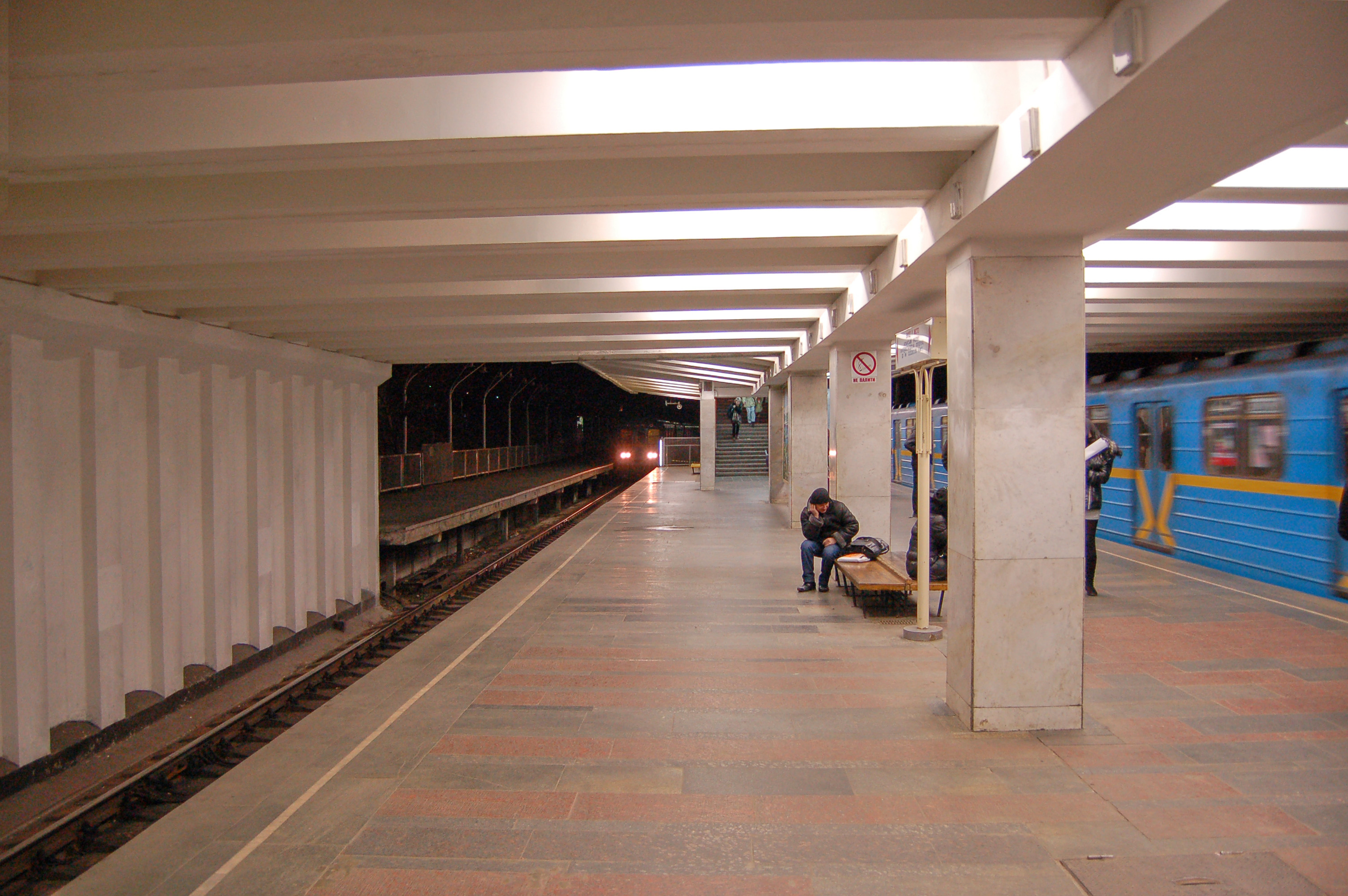
Платформа станції ввечері
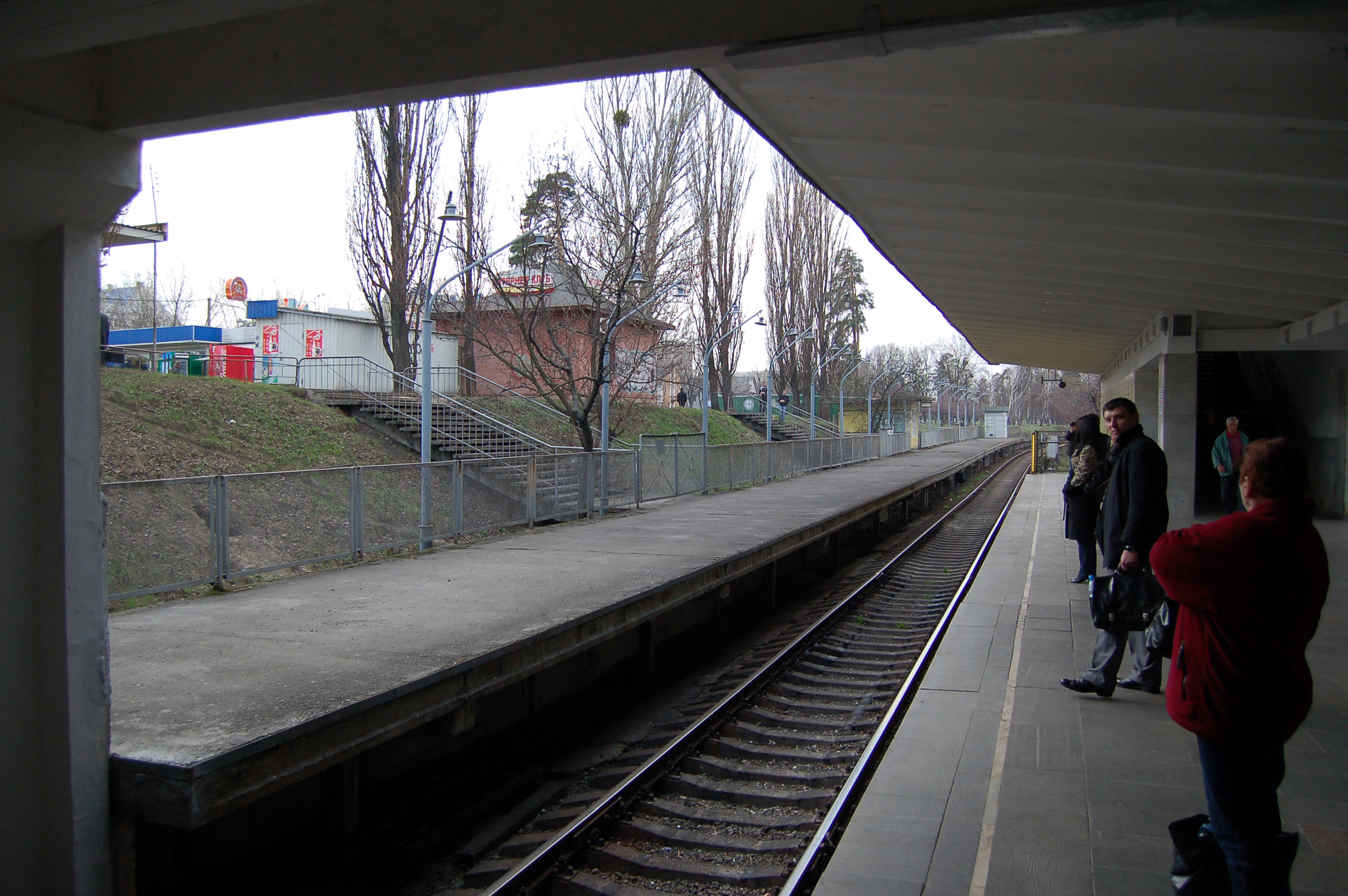
Недіюча бічна платформа
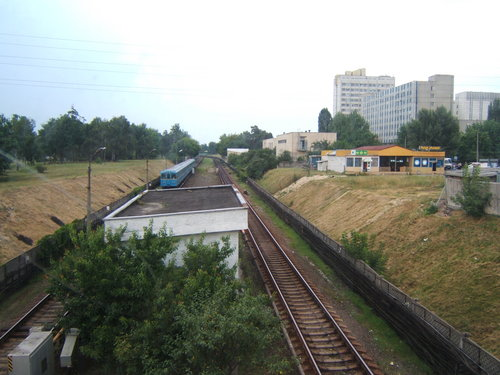
Краєвид з наземного вестибюля у напрямку станції «Лісова»
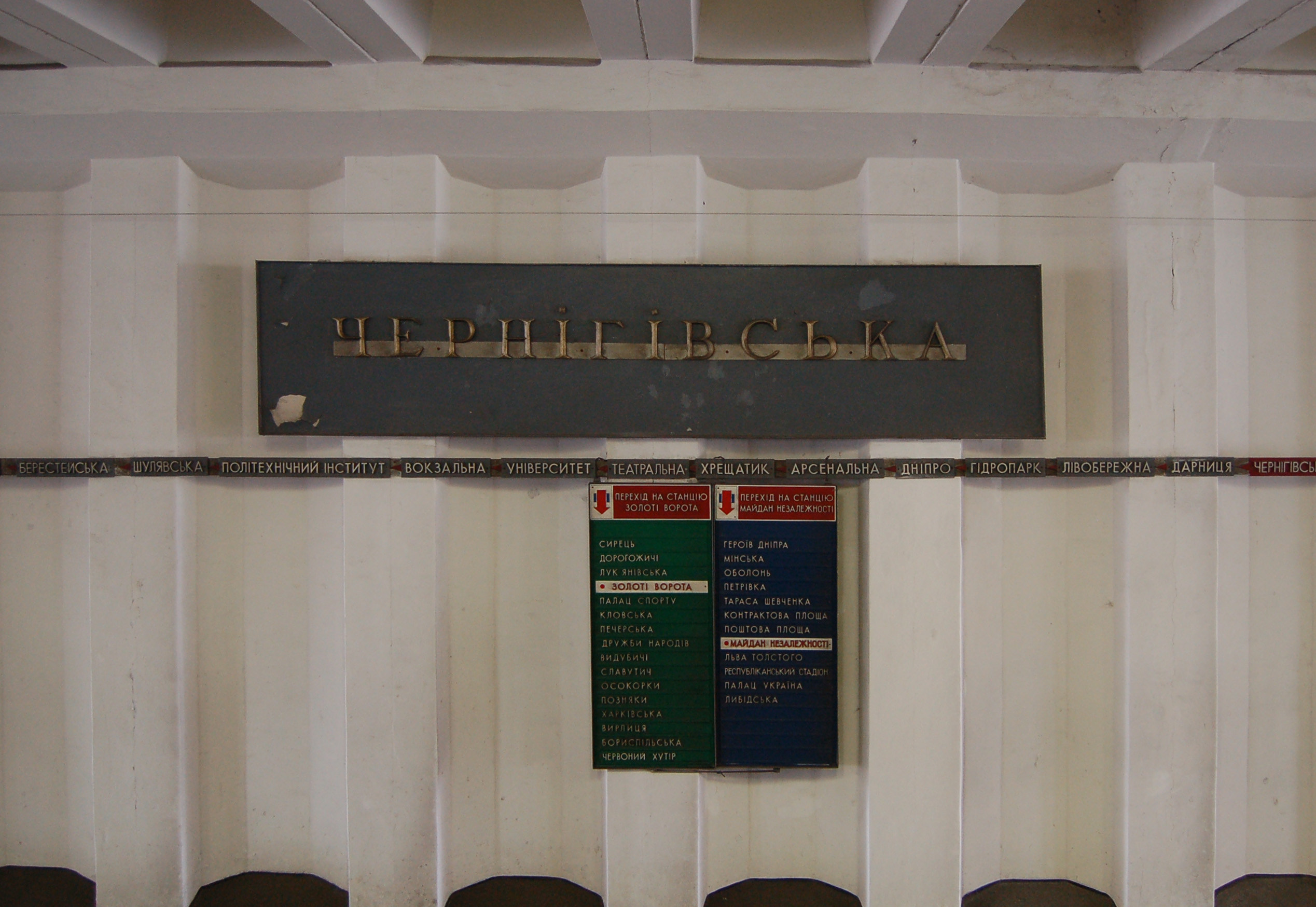
Назва станції на колійній стіні
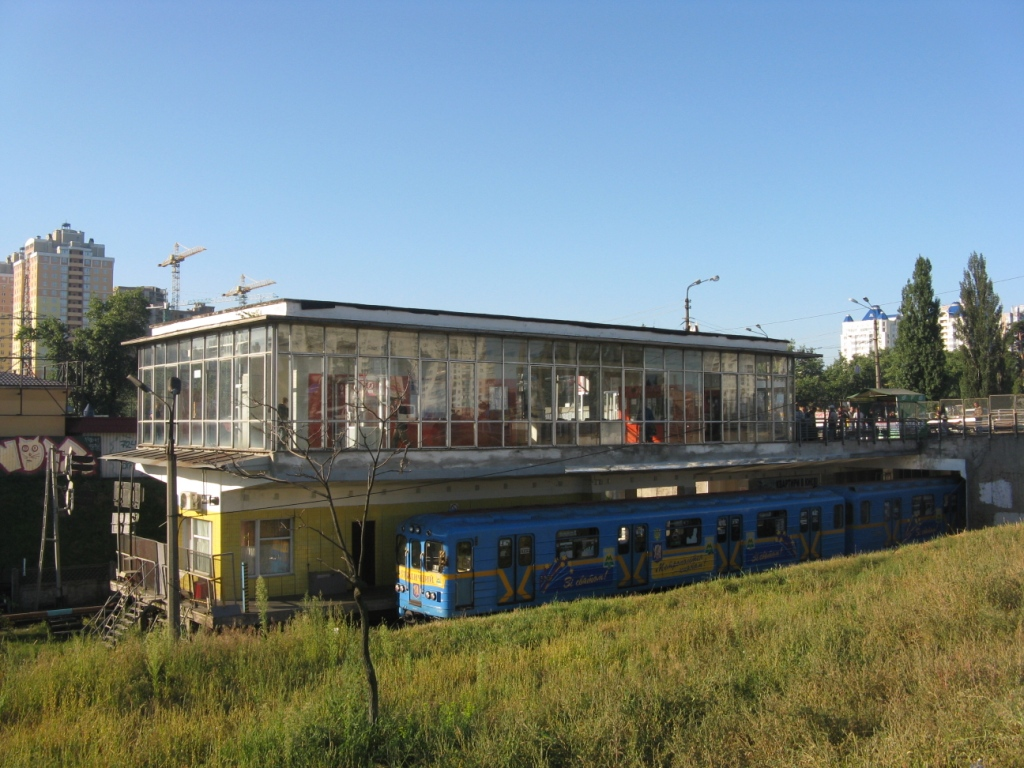
Вестибюль станції вранці
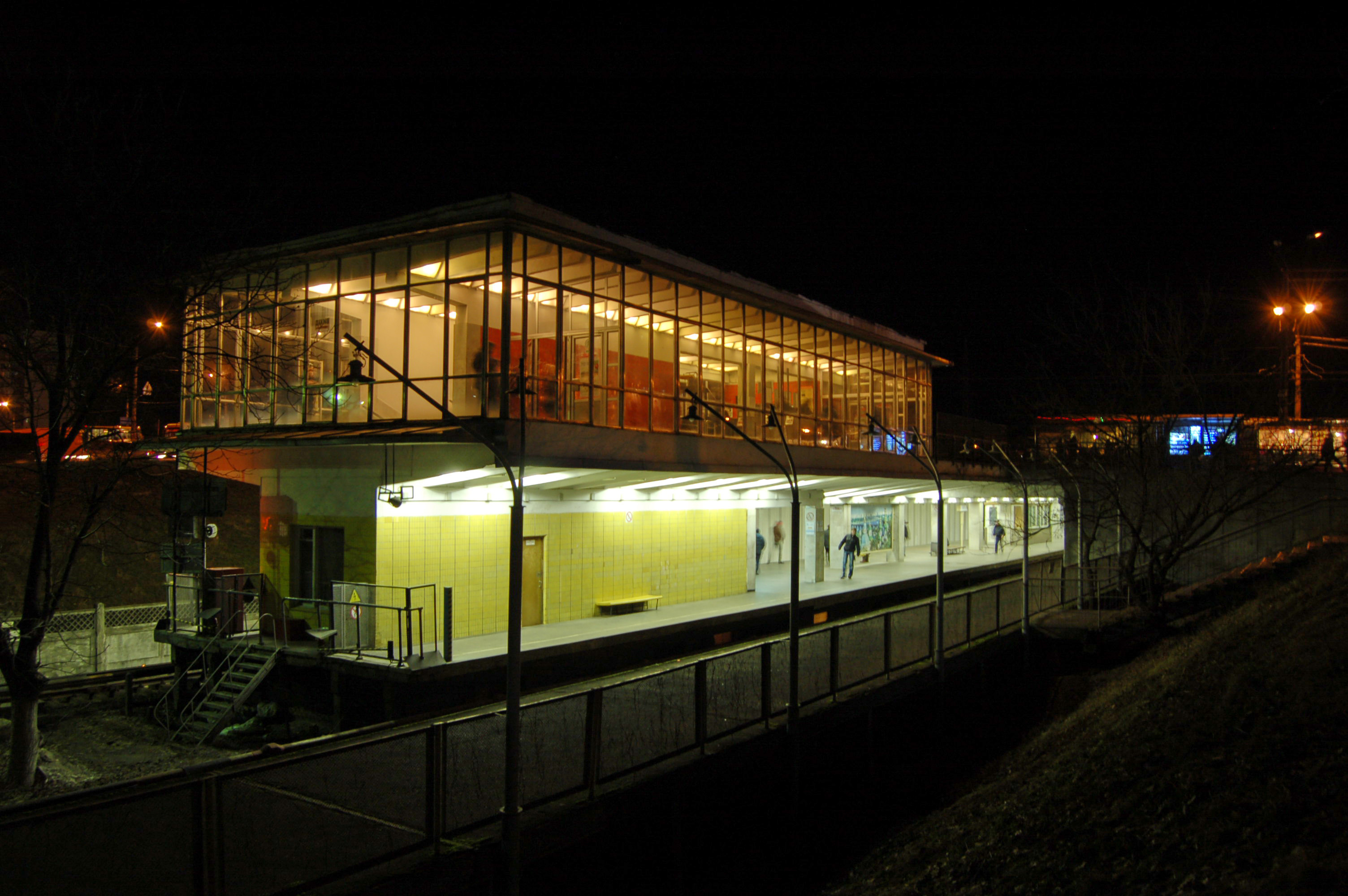
Вестибюль станції ввечері
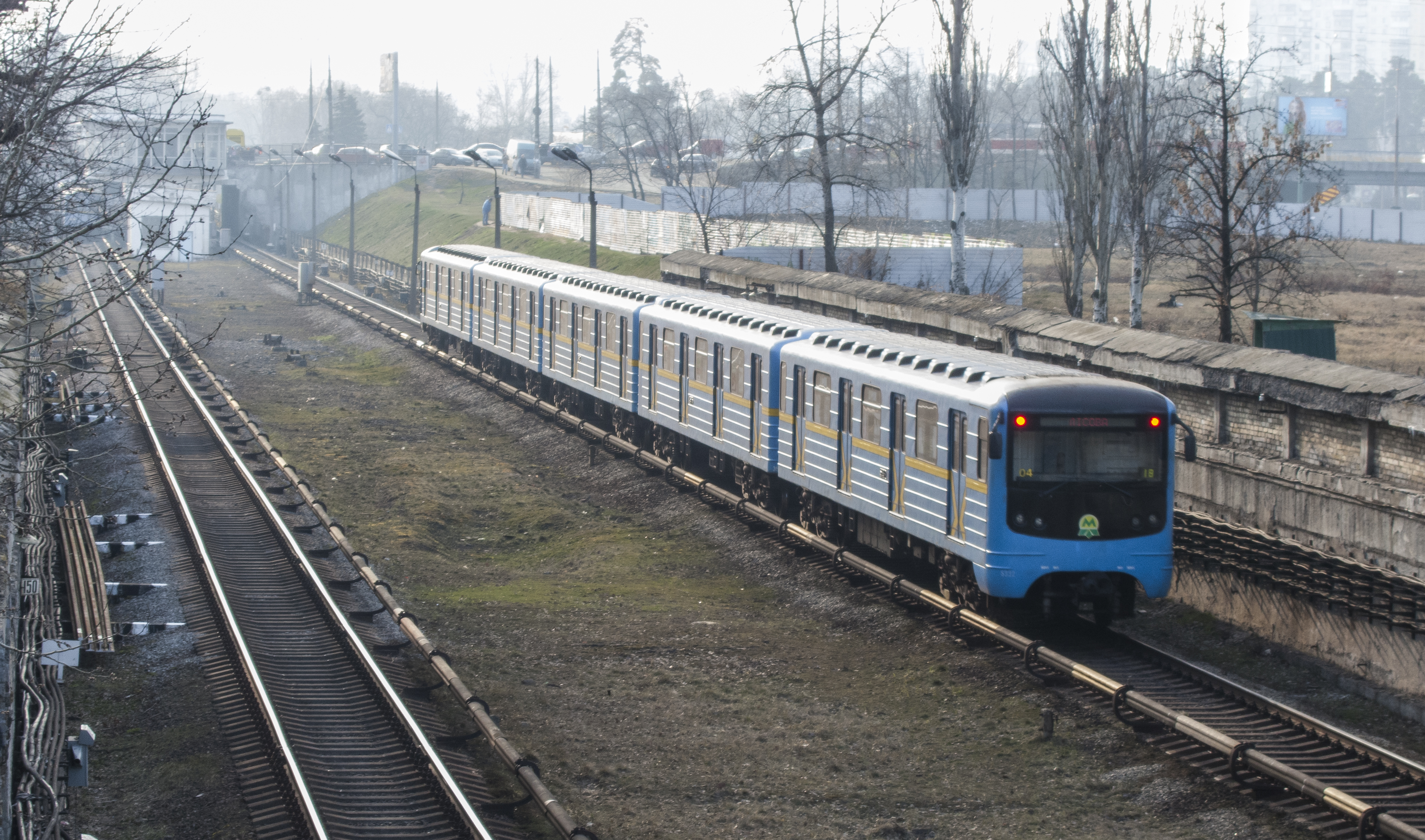
Прибуття поїзду на станцію «Чернігівська» зі сторони станції «Лісова»
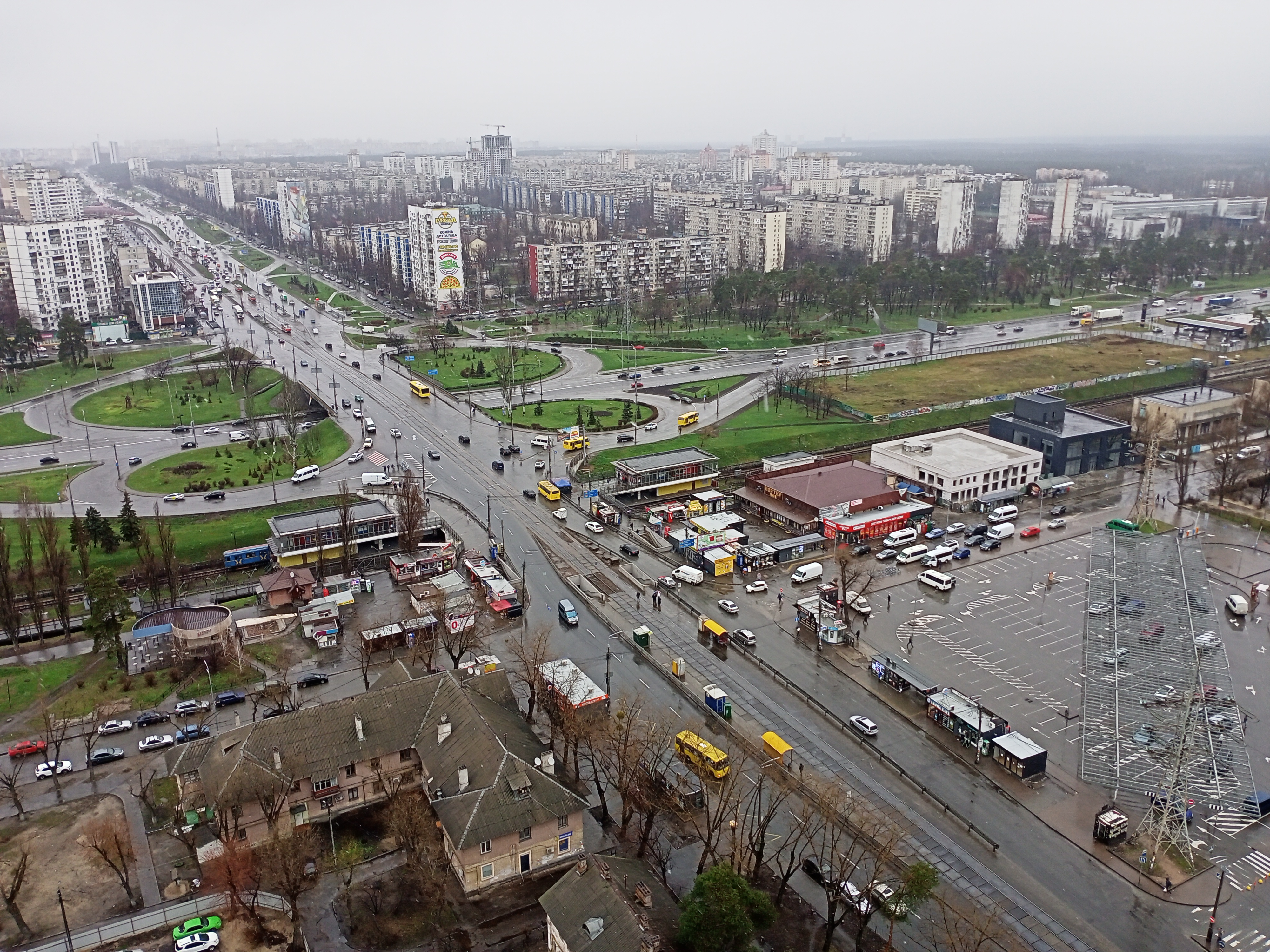
Наземний вестибюль